# Mindel
De Mindel is een rivier in Duitsland, in de deelstaat Beieren. Het is een rechter zijrivier van de Donau. De Mindel mondt op 430 meter boven zeeniveau, ten oosten van de Iller en ten westen van de Wertach, uit in de Donau bij Gundremmingen; de geografische coördinaten van de monding luiden: 48° 30′ 26″ noorderbreedte, en 10° 23′ 14″ oosterlengte.

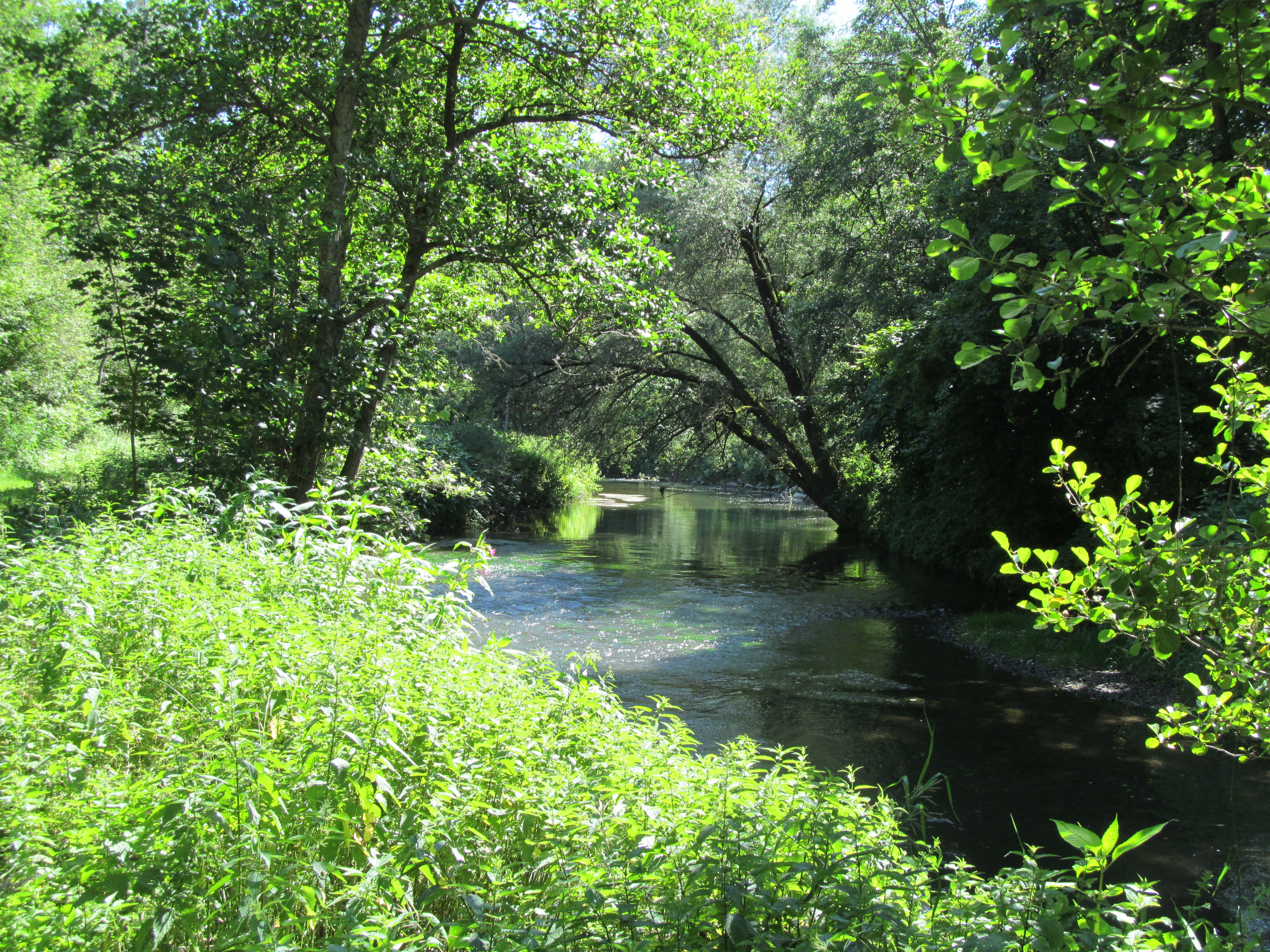
De Mindel nabij Balzhausen

## Geschiedenis, economie
Naar geologisch onderzoek van afzettingen in het dal van de Mindel is het Mindel Glaciaal genoemd. In het Pleistoceen vormden tijdens de beide laatste ijstijden de gletsjers van o.a. de nabijgelegen Wertach grillige patronen. Er ontstonden brede, ondiepe dalen, waardoorheen dan weer de ene, dan weer de andere rivier naar de Donau stroomde. Vrijwel zeker is het dal van de huidige Mindel in deze periode eerst enige tijd het dal van de Wertach geweest. Het in deze periode ontstane landschap was vrij vlak, met talrijke, sterk meanderende rivierarmen, en door de afzetting van sediment uit de Beierse Alpen moerassig. De rivierdalen zijn in deze streek niet door stuwwallen of andere heuvelruggen van betekenis van elkaar gescheiden. Er ontstonden uitgestrekte laagvenen.
De naam van de rivier is hoogstwaarschijnlijk Keltisch en is etymologisch verwant aan Oudiers  mend / mind, wat helder, zuiver betekent. Omstreeks 853 wordt de bron van de rivier de Mindel reeds in een document vermeld als Mindilun-ursprinc.
Vanaf de middeleeuwen is het water van de Mindel op meer dan 50 plaatsen gebruikt om watermolens voor veel uiteenlopende ambachten aan te drijven. Vanaf de 19e eeuw is de rivier gekanaliseerd en ingedamd, terwijl ook door turfwinning in de veengebieden (in de regio Filz of Moos  genaamd) nieuwe landbouwgrond ontstond. Het probleem van regelmatige overstromingen, als in het voorjaar veel sneeuw in de Alpen smolt, werd niet verholpen; men had te weinig ruimte voor de rivier, retentieterreinen aangelegd.
De turfstekerij was vanaf plm. 1900 niet meer lonend; steenkool was als brandstof goedkoper. In de periode na de Tweede Wereldoorlog, toen er gebrek aan steenkool was, is de turfwinning herleefd, totdat er rond 1965 definitief een eind aan kwam.
In de 20e eeuw werden de watermolens vervangen door moderne, kleine en middelgrote, waterkrachtcentrales, voor zowel drinkwater- als elektriciteitsvoorziening. Volgens recente tellingen zijn dit er ongeveer 30.

## Zijrivieren
De belangrijkste zijrivier van de Mindel is de Kammel, die door Krumbach (Zwaben) stroomt. Het is een linker zijrivier, die 57 km lang is.
Het belangrijkste rechter zijriviertje van de Mindel is de 20,5 km lange Flossach.

## Plaatsen aan de Mindel
- Mindelheim
- Thannhausen
- Burgau

## Recreatie
Voor liefhebbers van lange fietstochten werd langs de Mindel in 2003 een fietsroute uitgezet, de 90 km lange Mindeltal-Radweg. Deze is met borden gemarkeerd.